# Nicoleta Mihalcea
Nicoleta Mihalcea (ur. 4 grudnia 1982) – rumuńska judoczka. Startowała w Pucharze Świata w latach 2001-2004. Druga w drużynie na mistrzostwach Europy w 2000. Mistrzyni Europy juniorów w 2001. Mistrzyni Rumuni w 2002, druga w 2001, 2002 i 2003; trzecia w 2001 i 2004 roku.